# Barsvárad

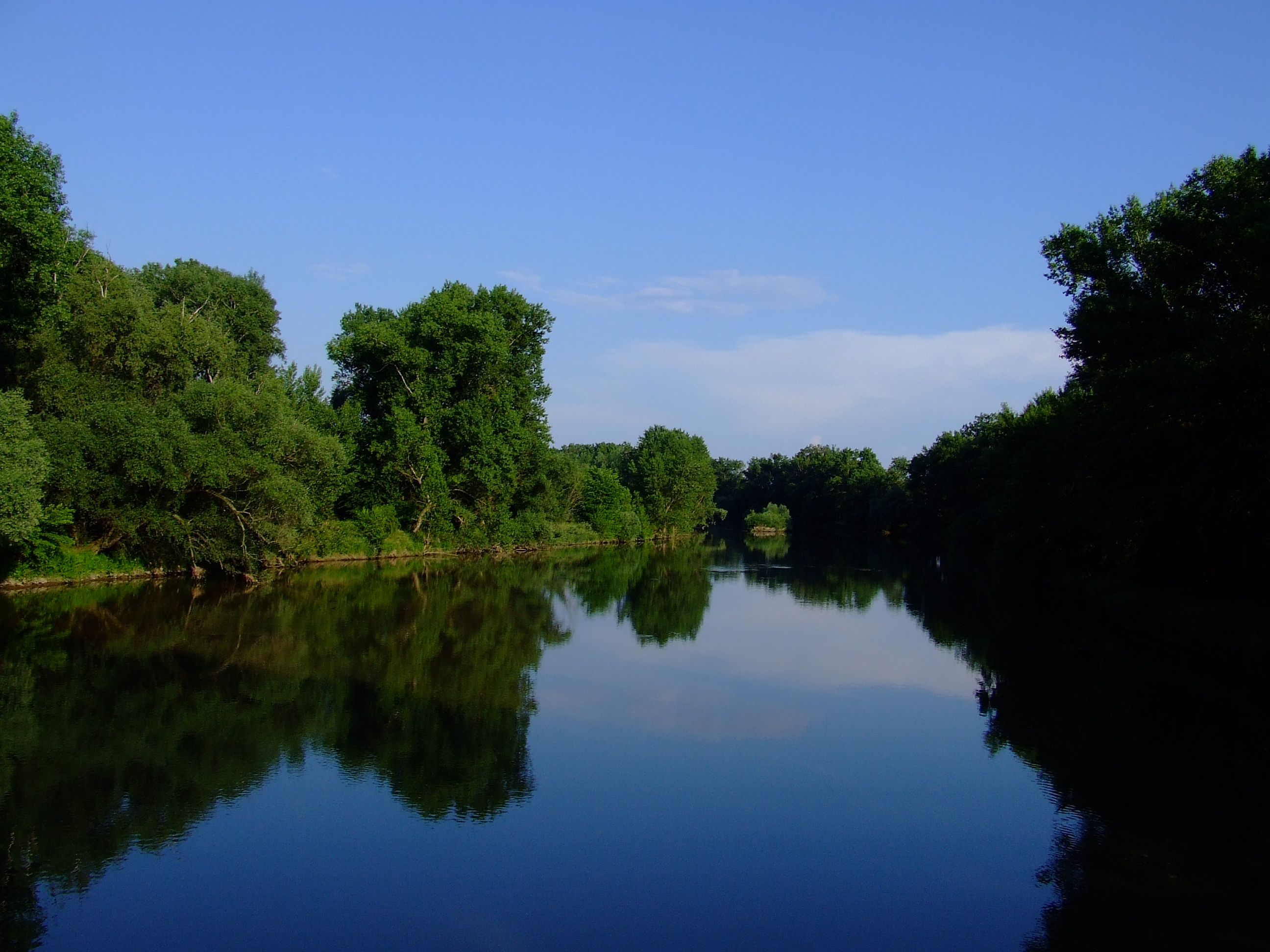

Barsvárad (szlovákul Tekovský Hrádok) község Szlovákiában, a Nyitrai kerület Lévai járásában. Alsó- és Felsővárad egyesítésével jött létre 1944-ben.

## Fekvése
Lévától 14 km-re délnyugatra, a Garam jobb partján fekszik.

## Története
A mai község területén már a kőkorszakban emberi település állt. A régészek a vonaldíszes kerámia és a lengyeli kultúra nyomait találták itt meg. A késői bronzkorban, a hallstatt és La Tène korokban is lakott volt, valamint a 9-10. században szláv település állt ezen a helyen.
Az Alsó- és Felsővárad közötti területen a középkorban földvár állt, melyet Anonymus szerint a honfoglaláskor Szovárd, Kadocsa és Huba vezérek foglaltak el. A települést 1232-ben "Warad" alakban említik először. 1288-ban "Warud" alakban szerepel.
A 14. században Újvárad létrejöttével a régi falu ezután már Felsőváradként szerepel. A 16. századig több nemesi család birtoka, később a Kazy, Majthényi, Litassy családoké. 1536-ban 2 portával adózott. 1601-ben plébániája, iskolája és 20 háza volt. 1715-ben malom és 38 ház állt a faluban. 1828-ban 28 házában 182 lakos élt, lakói mezőgazdaságból éltek.
Alsóvárad a régi Várad falu határában keletkezett a 14. században. 1397-ben "Vywarad" néven tűnik fel az írásokban. 1401-ben az esztergomi érsekség birtoka, majd 1506-tól a lévai váruradalomhoz tartozott. A 17. században felégette a török. 1536-ban 5 portával adózott. 1601-ben 27 háza állt. 1720-ban 13 adózója volt. 1828-ban 59 házában 399 lakos élt. Lakói mezőgazdasággal foglalkoztak.
Vályi András szerint "Alsó, és Felső Várad. Két falu Bars Várm. földes Uraik Hg. Eszterházy, és több Uraságok, lakosaik katolikusok, és másfélék, fekszenek Garam vize mellett, Barshoz 1 1/4 mértföldnyire; legelőjök elég van, földgyeik, és réttyeik jók, piatzok Báton, és Sz. Benedeken."
Fényes Elek szerint "Alsó-Várad, Bars m. magyar falu, a Garan jobb partján, az esztergomi országutban: 43 kath., 2 ev., 299 ref. lak. Kath. és ref. anyatemplomok. F. u. többen. Ut. p. Léva. Felső-Várad (Felső), Bars m. magyar falu, 25 kath., 163 ref. lak. és egy híddal a Garan vizén. Mind a két helység határa sik, s jó gabonát termő; rétjei kővérek. F. u. h. Eszterházy. Ut. p. Léva."
A trianoni békeszerződésig Bars vármegye Lévai járásához tartozott, ezután a csehszlovák állam része lett. 1938 és 1945 között újra Magyarország része volt. A mai település a két korábbi község 1944. évi egyesítésével keletkezett.

## Népessége
| Év:            | 1994. | 2004.   | 2014.   | 2024.   |
| -------------- | ----- | ------- | ------- | ------- |
| Emberek száma: | 307   | 327     | 355     | 370     |
| Eltérés:       |       | +6,51 % | +8,56 % | +4,22 % |

| Év:            | 2023. | 2024.   |
| -------------- | ----- | ------- |
| Emberek száma: | 371   | 370     |
| Eltérés:       |       | -0,26 % |

1880-ban Alsóvárad 368 lakosából 356 magyar és 6 szlovák anyanyelvű volt.
1880-ban Felsővárad 211 lakosából 197 magyar és 8 szlovák anyanyelvű volt.
1890-ben Alsóvárad 357 lakosából 343 magyar és 6 szlovák anyanyelvű volt.
1890-ben Felsővárad 226 lakosa mind magyar anyanyelvű volt.
1900-ban Alsóvárad 366 lakosából 344 magyar és 12 szlovák anyanyelvű volt.
1900-ban Felsővárad 206 lakosából 202 magyar és 3 szlovák anyanyelvű volt.
1910-ben Alsóvárad 316 lakosából 311 magyar, 4 szlovák és 1 német; ebből 250 református, 58 római katolikus és 8 zsidó volt. Felsővárad 219 lakosából 213 magyar, 5 szlovák és 1 egyéb anyanyelvű; ebből 176 református, 39 római katolikus és 4 zsidó.
1921-ben Alsóvárad 373 lakosából 298 magyar és 49 csehszlovák volt.
1921-ben Felsővárad 226 lakosából 214 magyar és 3 csehszlovák volt.
1930-ban Alsóvárad 324 lakosából 192 magyar és 119 csehszlovák volt.
1930-ban Felsővárad 219 lakosából 203 magyar és 13 csehszlovák volt.
1941-ben Alsóvárad 311 lakosából 310 magyar és 1 szlovák volt.
1941-ben Felsővárad 211 lakosából 209 magyar és 2 szlovák volt.
1970-ben 482 lakosából 258 magyar, 222 szlovák és 1-1 cseh és orosz volt.
1980-ban 460 lakosából 250 magyar, 207 szlovák, 2 cseh és 1 ukrán volt.
1991-ben 324 lakosából 208 magyar, 115 szlovák és 1 ukrán volt.
2001-ben 326 lakosából 184 magyar, 139 szlovák volt, 1 cigány és 2 ismeretlen nemzetiségű volt.
2011-ben 335 lakosából 188 szlovák, 142 magyar és 5 ismeretlen nemzetiségű volt.
2021-ben 380 lakosából 249 szlovák, 120 (+8) magyar, 3 ruszin, 1 egyéb és 7 ismeretlen nemzetiségű.

## Neves személyek
- Alsóváradon született 1808-ban Török Pál, Török József orvos bátyja. Teológus, a Pesti Egyházmegye református püspöke 1860-tól. A Budapesti Theológiai Akadémia alapítója és első igazgatója.[6]
- Alsóváradon született 1813-ban Török József, Török Pál teológus öccse. Orvos, természettudós, tanár, a Magyar Tudományos Akadémia tagja.
- Alsóváradon született 1896-ban Csekey Sándor református lelkész és tanár. Számos teológiai mű szerzője.[7]
- Alsóváradról származott apai ágon Kulifay Elek (1837-1912) tordinci református lelkész, egyházszervező.

## Nevezetességei

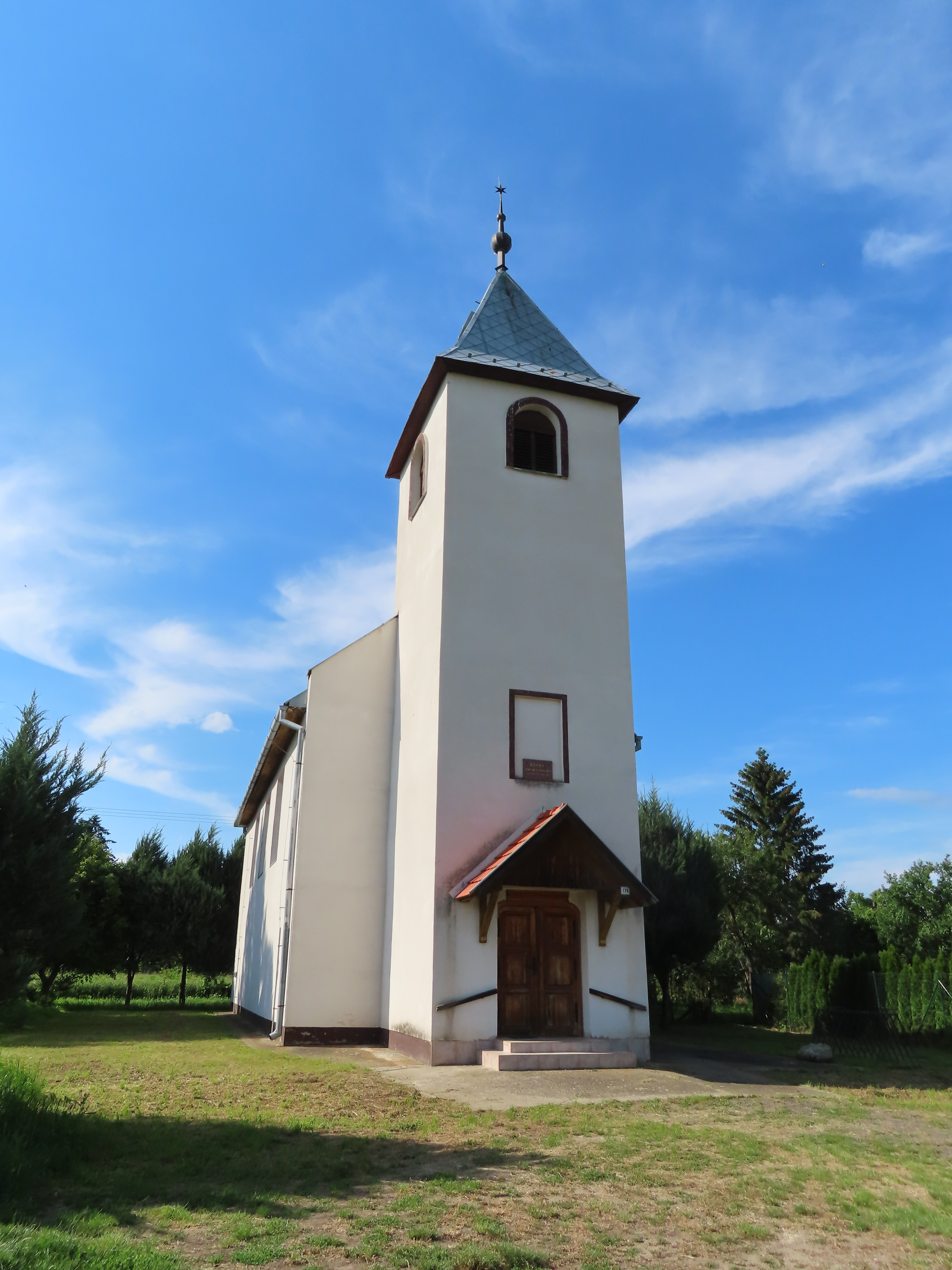
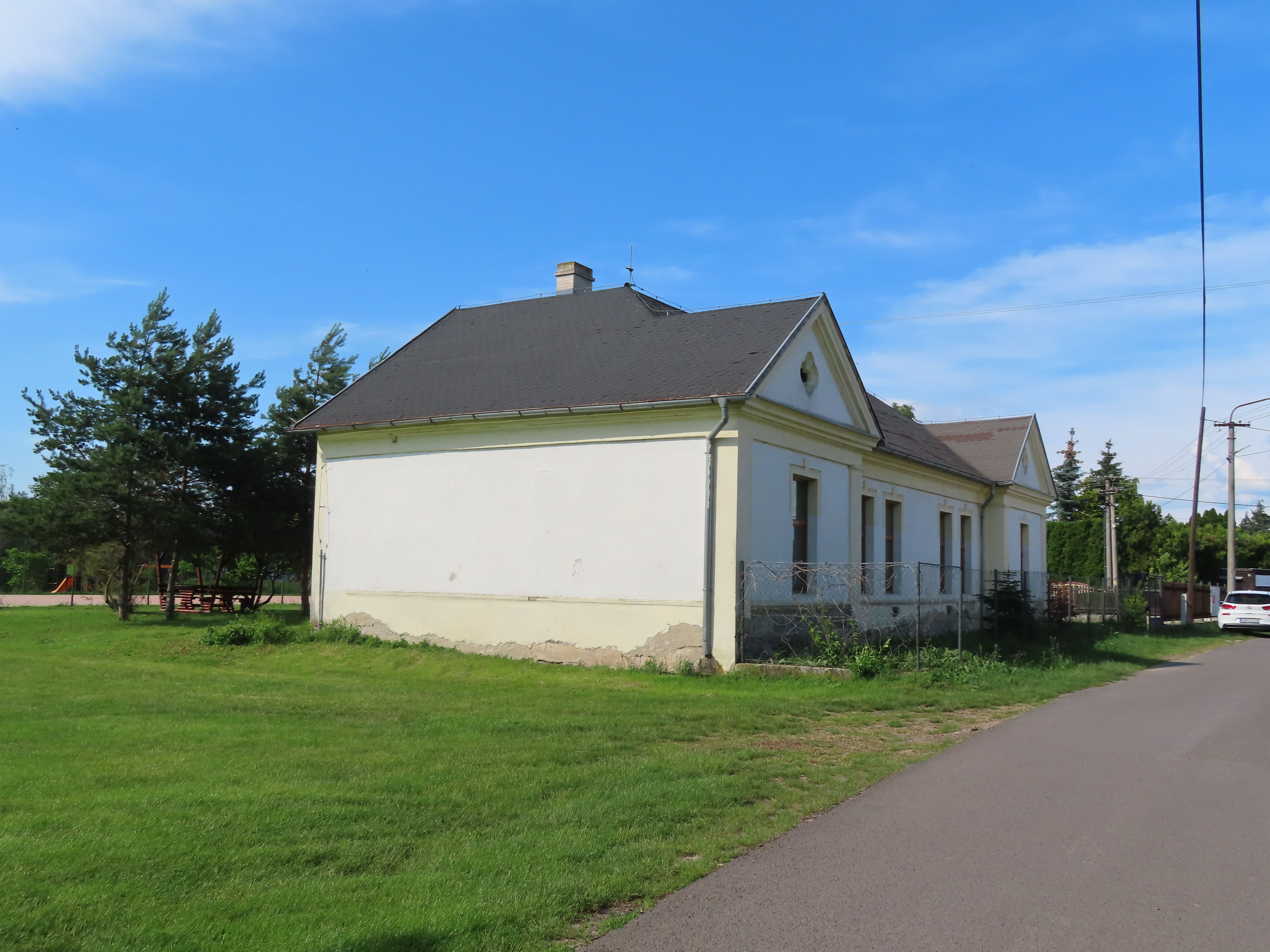
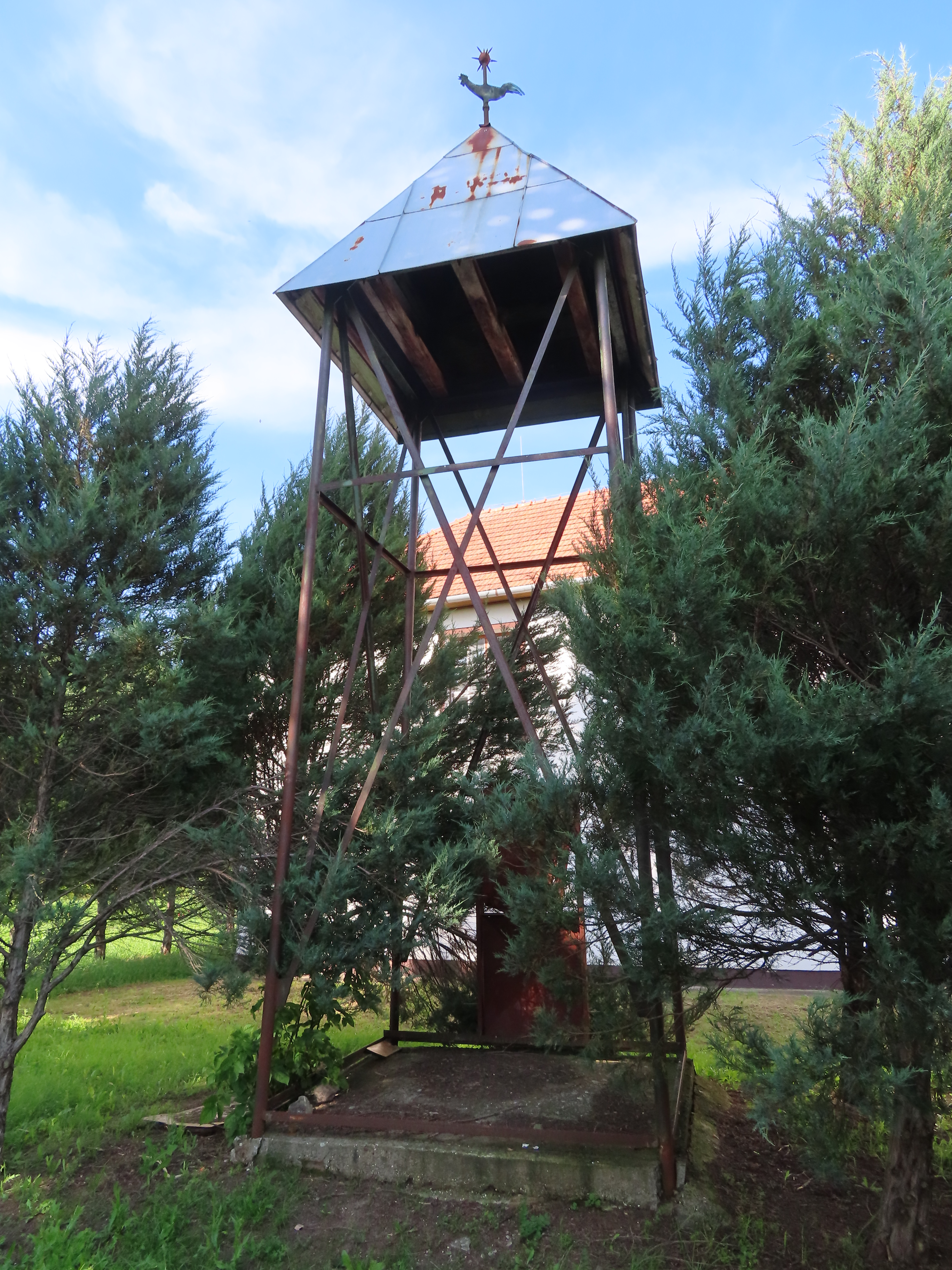

- A két falurész között, a Garam jobb partján egykor földvár állt.
- 2006-ban Néveri Demeter Eszter egy régi gazdaházban megnyitotta a község tájházát, mely a Felvidéki ház nevet viseli.
- Római katolikus temploma a 13. század végén épült, a 18. század elején barokk stílusban alakították át. A német csapatok 1945 februárjában felrobbantották.
- Református temploma 1780-ban épült, 1889-ben átépítették. A német csapatok 1945 februárjában felrobbantották. Az újat 1999-ben szentelte fel Erdélyi Géza püspök.